# FK Luchovicy
Futbolnyj klub Luchovicy (rusky: Футбольный клуб «Луховицы») byl ruský fotbalový klub sídlící ve městě Luchovicy v Moskevské oblasti. Klub zanikl ke konci ledna roku 2015.
Své domácí zápasy klub odehrával na stadionu Spartak s kapacitou 4 400 diváků.

## Historické názvy
- 1968 – FK Spartak Luchovicy (Futbolnyj klub Spartak Luchovicy)
- 1992 – FK Sokol Luchovicy (Futbolnyj klub Sokol Luchovicy)
- 1994 – FK Spartak Luchovicy (Futbolnyj klub Spartak Luchovicy)
- 2007 – FK Luchovicy (Futbolnyj klub Luchovicy)

## Umístění v jednotlivých sezonách
Legenda: Z - zápasy, V - výhry, R - remízy, P - porážky, VG - vstřelené góly, OG - obdržené góly, +/- - rozdíl skóre, B - body, červené podbarvení - sestup, zelené podbarvení - postup, světle fialové podbarvení - přesun do jiné soutěže
| Sezóny  | Liga                                       | Úroveň | Z  | V  | R | P  | VG  | OG | B   | +/- | Pozice |
| ------- | ------------------------------------------ | ------ | -- | -- | - | -- | --- | -- | --- | --- | ------ |
| 2009    | Tretij divizion – sk. Moskovskaja oblast B | 4      | 28 | 22 | 4 | 2  | 100 | 21 | +79 | 70  | 2.     |
| 2010    | Tretij divizion – sk. Moskovskaja oblast A | 4      | 30 | 12 | 8 | 10 | 50  | 49 | +1  | 44  | 7.     |
| 2011/12 | Tretij divizion – sk. Moskovskaja oblast A | 4      | 42 | 11 | 5 | 26 | 48  | 90 | -42 | 38  | 11.    |
| 2012/13 | Tretij divizion – sk. Moskovskaja oblast A | 4      | 17 | 5  | 6 | 6  | 25  | 27 | -2  | 21  | 11.    |
| 2013    | Tretij divizion – sk. Moskovskaja oblast A | 4      | 30 | 13 | 5 | 12 | 47  | 48 | -1  | 44  | 6.     |
| 2014    | Tretij divizion – sk. Moskovskaja oblast A | 4      | 28 | 8  | 7 | 13 | 46  | 55 | -9  | 31  | 9.     |